# Нарышкина, Наталья Андреевна
Наталья Андреевна Нарышкина-Прокудина-Горская (31 мая 1940, Ленинград — 13 мая 2022, Санкт-Петербург) — искусствовед, профессор Института международных образовательных программ Петербургского государственного политехнического университета, доктор искусствоведения.
Автор нескольких монографий, среди которых «Художественная критика пушкинской поры», «Петропавловский собор», «Наш Пушкин», «О мире, о войне и славе». Книга «Петропавловский собор» получила грант Российского гуманитарного научного фонда.
Состояла в Ассоциации искусствоведов (АИС).
Окончила Ленинградский университет, исторический факультет по специальности «История искусства».
Отец — Андрей Валентинович Помарнацкий, был учёным секретарем и главным хранителем Отдела истории русской культуры в Эрмитаже, мать — также выпускница истфака ЛГУ, работала архивисткой.
Работала в научно-просветительном отделе Эрмитажа.